# China Girl: The Classical Album 2
China Girl: The Classical Album 2 — студийный альбом Ванессы Мэй, вышедший в 1997 году.

## Об альбоме
China Girl: The Classical Album 2 альбом, с которым Ванесса Мэй «вернулась» в Азию. Альбом идеологической направленности. Ванесса Мэй на половину тайка, на другую китаянка. Она всегда считала себя китаянкой, что и продемонстрировала выпуском этого альбома.
Известен также и тот факт, что в 1997 Гонконг удостоил Ванессу приглашением исполнять в Гонконге на Церемонии Воссоединения Китая, где она была единственным неместным исполнителем. Что и послужило выпуском альбома China Girl, как продолжение размышлений о её китайских корнях с тех пор, как умер её дедушка, когда ей было пятнадцать.

## Список композиций
1. «Butterfly Lovers Violin Concerto» — 26:39
2. «Violin Fantasy on Puccini’s 'Turandot'» — 11:24
3. «Happy Valley — The 1997 Re-unification Overture» — 6:33